# Marcel Bouyer
Pour les articles homonymes, voir Bouyer (homonymie).
Marcel Bouyer, né le 1er juillet 1920 à Royan (Charente-Inférieure) et mort le 9 août 2000 à Vaux-sur-Mer (Charente-Maritime), est un homme politique français.

## Biographie
Engagé volontaire pendant la seconde guerre mondiale, titulaire de la Croix de Guerre, il reprend ensuite son métier de pâtissier, qu'il exerce à Royan.
Il est rapidement élu président du syndicat des commerçants usagers des marchés de la ville de Royan, ce qui le conduit à adhérer à l'Union de défense des commerçants et artisans fondé par Pierre Poujade.
Quand le poujadisme prend une forme plus clairement politique, Bouyer prend la tête de la liste de l'Union et fraternité française pour les élections législatives de 1956, en Charente-Maritime.
Obtenant 14,5 % des voix, il est élu député, mais son élection, contestée, n'est acquise qu'au début du mois de février.
A l'Assemblée, il est particulièrement actif, déposant de nombreuses propositions de loi, résolution et rapport, tous plus ou moins en lien avec les questions fiscales, mais aussi avec la préoccupation principale de la période, la question algérienne.
Il défend avec une énergie parfois excessive, qui lui vaut un rappel à l'ordre dès février 1956, l'Algérie française, les pieds noirs et cultive la nostalgie de l'Empire français contre la décolonisation en cours tout en condamnant le défaitisme du pouvoir. Par la suite, il prendra la défense des militaires lors de l'affaire du bombardement de Sakhiet-Sidi-Youssef.
La suite de son mandat est tout aussi mouvement. En novembre 1956, alors qu'il affirme à la tribune de l'assemblée, au sujet de l'affaire de Suez, que « les parachutistes français se sont fait tuer pour la Reine d'Angleterre », les protestations sont telles que son intervention est interrompue. Il est aussi, en juillet 1957, sous le coup d'une levée d'immunité parlementaire, pour s'être soustrait à un contrôle fiscal.
En juin 1958, il apporte son soutien au retour de Charles de Gaulle au pouvoir. 
Battu aux élections de 1958, il bascule cependant rapidement du côté des opposants à De Gaulle, au point de rejoindre après le putsch des généraux d'avril 1961 un réseau terroriste clandestin, Résurrection-Patrie, qui est démantelé par la police en août 1961.
Réfugié dans l'Espagne franquiste, Bouyer revient finalement en France l'année suivante. Il est arrêté et condamné par un tribunal militaire à douze ans de prison. Il est cependant libéré en 1967, à la suite d'une remise de peine décidée par décret.
En 1988, il est candidat sous les couleurs de la Fédération nationale des indépendants.

## Détail des fonctions et des mandats
Mandat parlementaire
- 2 janvier 1956 - 8 décembre 1958 : Député de la Charente-Maritime